# Effeltrich

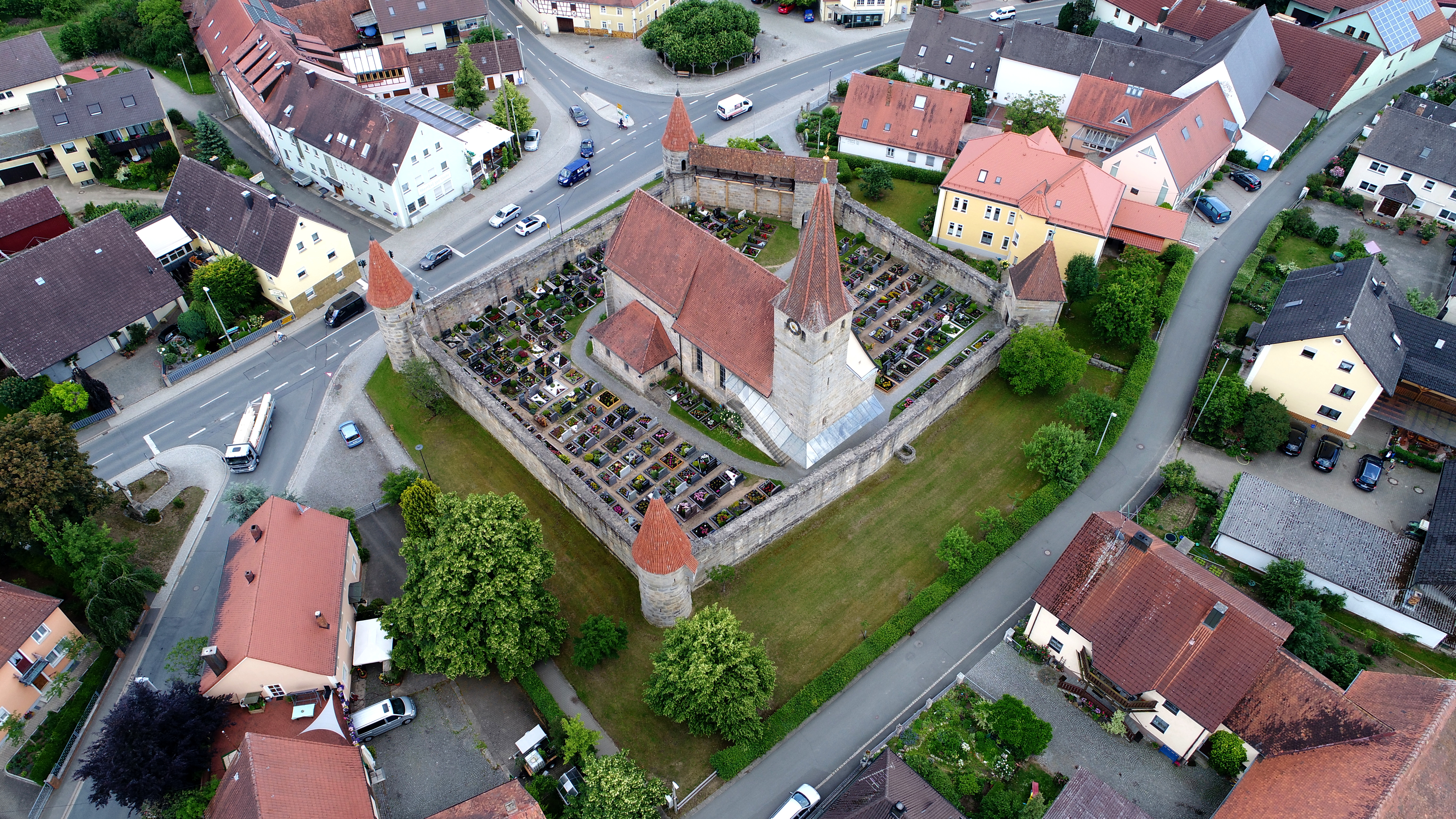
Effeltrich, Kirchenburg aus der Vogelperspektive (2018)

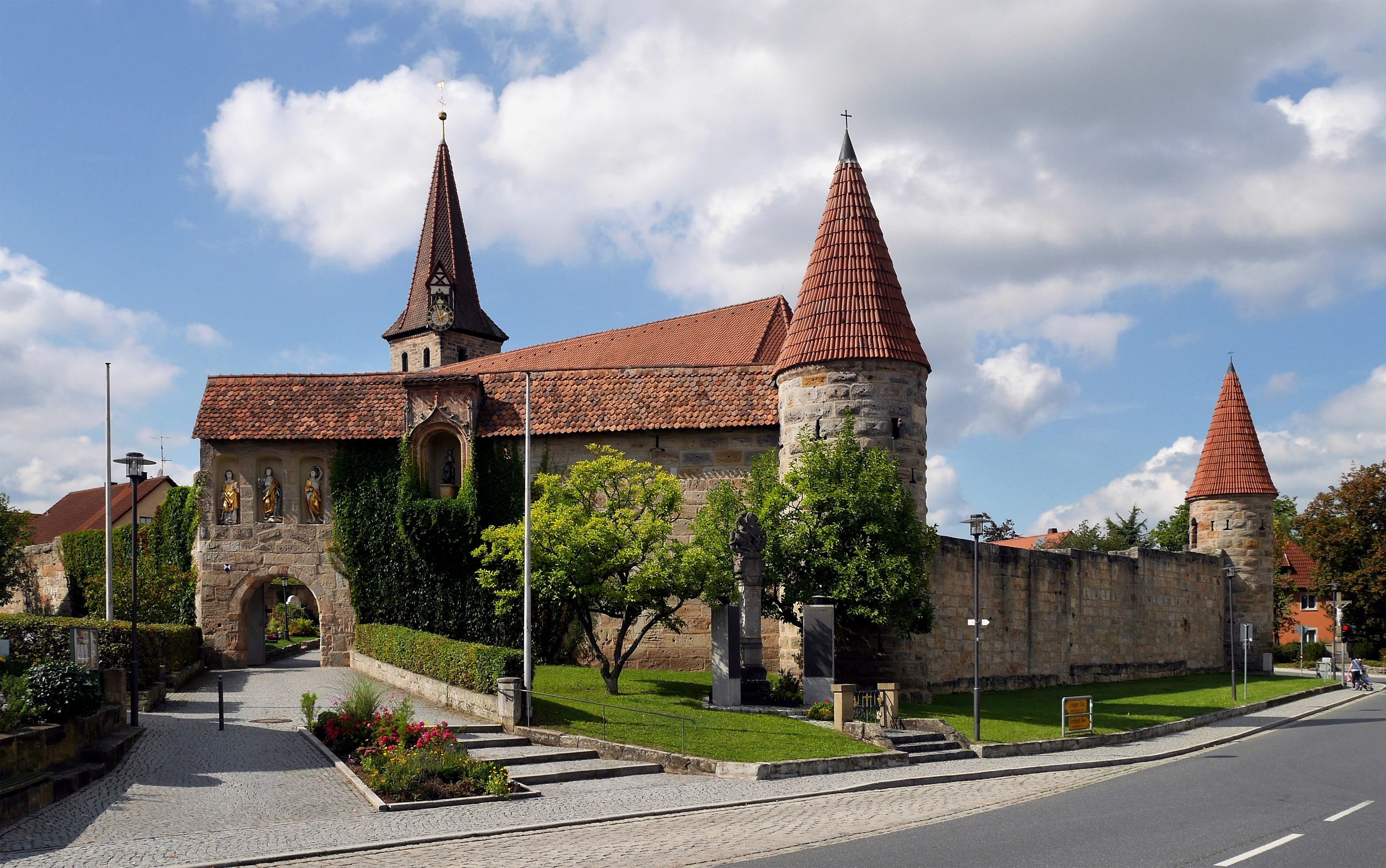
Kirchenburg

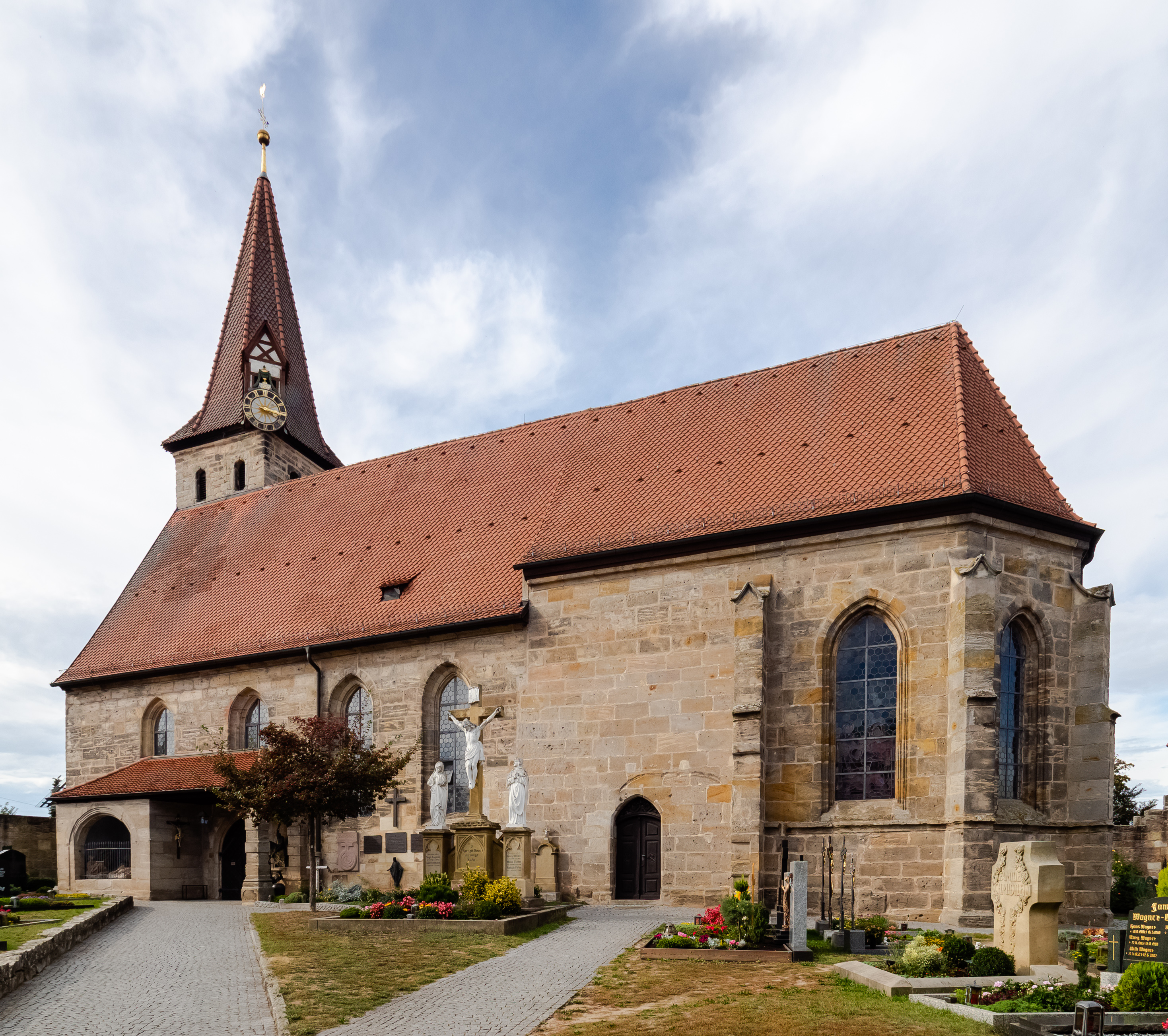
Katholische Pfarrkirche St. Georg in Effeltrich

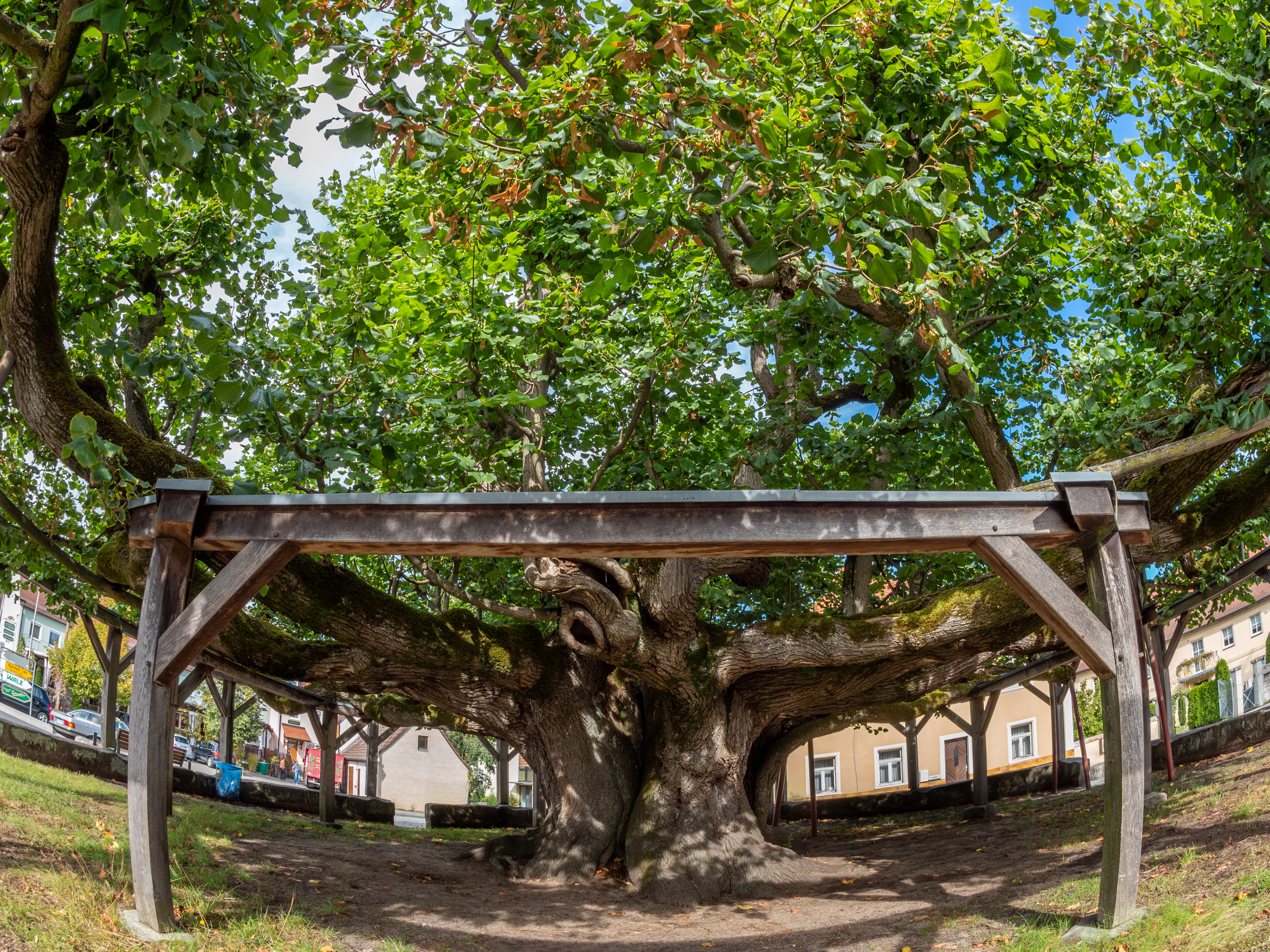
Linde in Effeltrich

Effeltrich  ist eine Gemeinde im oberfränkischen Landkreis Forchheim und Sitz der Verwaltungsgemeinschaft Effeltrich.

## Geografie

### Geografische Lage
Die Gemeinde liegt etwa 20 Kilometer nördlich von Nürnberg. Durch Effeltrich verläuft der Fränkische Marienweg.
Westlich verläuft die Bahnstrecke Nürnberg–Bamberg; der nächstgelegene Bahnhof ist Baiersdorf.

### Nachbargemeinden
Nachbargemeinden sind (von Norden beginnend im Uhrzeigersinn):
Pinzberg, Kunreuth, Hetzles, Langensendelbach und Poxdorf. Mit Letzterer bildet Effeltrich seit dem 1. Januar 1980 eine Verwaltungsgemeinschaft.

### Gemeindegliederung
Die Gemeinde Effeltrich hat 2 Gemeindeteile (in Klammern ist der Siedlungstyp angegeben):
- Effeltrich (Pfarrdorf)
- Gaiganz (Kirchdorf)

Es gibt die Gemarkungen Effeltrich und Gaiganz.

## Geschichte

### Bis zur Gemeindegründung
Das Dorf Effeltrich dürfte auf einen Königsbauernhof der karolingischen Reichspfalz Forchheim zurückgehen, der im 9. oder 10. Jahrhundert gegründet wurde. Die erste urkundliche Erwähnung erfolgte 1121 als „Affeltere“ (apfelreich), was so viel wie Ort der vielen Apfelbäume bedeutet. Seit jeher gilt die Obstbaumzucht als Haupterwerbsquelle des Ortes und wird spätestens seit dem 17. Jahrhundert auch weit über die Ortsgrenzen hinaus gerühmt. Auch heute noch prägen die Baumschulen und Gartenbaubetriebe das Ortsbild.
Im Jahr 1296 gelangte die Hofmark Neunkirchen, zu der auch Effeltrich gehörte, von den Gründlacher Reichsministerialen, die sie zuvor gepfändet hatten, an das Hochstift Bamberg zurück. Dieses verpfändete die Hofmark wenig später kurzzeitig an Friedrich Holzschuher und Heinrich Vorchtel, beide Patrizier zu Nürnberg. Wieder in Bamberger Besitz wurde Effeltrich 1430 durch die Hussiten, 1449/50 zweimal im Ersten Markgrafenkrieg, 1552 im Zweiten Markgrafenkrieg, vermutlich im Dreißigjährigen Krieg und schließlich 1757 durch preußische Truppen überfallen. Die instabilen Lebensumstände vor allem im 15. Jahrhundert mögen ab etwa 1460 zum Bau der ortsbildprägenden Kirchenburg geführt haben, die sehr gut erhalten ist und unter Denkmalschutz steht. An gleicher Stelle wurde bereits zuvor, nämlich im Jahr 1433, erstmals eine Kapelle von Effeltrich urkundlich erwähnt.
Der Ort gehörte bis zur Säkularisation 1802 zum Hochstift Bamberg, ab 1500 zum Fränkischen Reichskreis und kam dann zum Königreich Bayern.

### Eingemeindungen
Am 1. Mai 1978 wurde Gaiganz eingemeindet.

## Politik

### Gemeinderat
Der Gemeinderat hat 14 Mitglieder. Ihm sitzt ein nebenamtlicher Bürgermeister vor.
|      | CSU/ÜWG | Die Effeltricher Liste (DEL) | FW | Bürgerliste Gaiganz | SPD | Gesamt   |
| ---- | ------- | ---------------------------- | -- | ------------------- | --- | -------- |
| 2020 | 4       | 5                            | 5  | –                   | –   | 14 Sitze |
| 2014 | 5       | 5                            | 3  | –                   | 1   | 14 Sitze |
| 2008 | 5 (CSU) | 2                            | 4  | 2                   | 1   | 14 Sitze |
| 2002 | 4 (CSU) | 2                            | 6  | 2                   | -   | 14 Sitze |

(Stand: Kommunalwahl am 15. März 2020)

### Bürgermeister
Erster Bürgermeister ist seit 2020 Peter Lepper (FW). Dessen Vorgängerin war seit 2014 Kathrin Heimann (DEL). Von 1996 bis 2014 amtierte Richard Schmidt (Freie Wähler).

### Wappen
| DEU Effeltrich COA.svg | Blasonierung: „In Rot zwei durch eine silberne Mauer verbundene, spitz bedachte silberne Rundtürme, darüber schwebend ein goldener Apfel mit Stiel und Blatt.“ |
| DEU Effeltrich COA.svg | Wappenbegründung: Der Apfel steht redend für den Gemeindenamen, der im Althochdeutschen so viel wie apfelreich oder auch reich an Apfelgärten bedeutet. Mauer und Türme verweisen auf die bis heute erhaltene, frühneuzeitlichen Kirchenburg, ein bedeutendes Baudenkmal (Bayerische Denkmalliste Nr. D-4-74-122-22). Das Wappen wurde der Gemeinde am 14. November 1966 vom bayerischen Innenministerium verliehen. |

## Kultur und Sehenswürdigkeiten
Effeltrich ist bekannt für seine Tracht und sein Brauchtum, die vor allem vom Volkstrachtenverein Effeltrich und den Effeltricher Sängern und Musikanten gepflegt werden.
- Winteraustreiben am Fastnachtssonntag (Fosaleggn)
- Georgiritt mit Pferdeweihe am Ostermontag
- Kirchweih am zweiten oder dritten Sonntag im Juli mit Brauchtum

Effeltrich ist auch für die mindestens 500 Jahre alte, sagenumwobene Tanzlinde auf dem Dorfplatz bekannt, die bei Studentenfesten, Mondscheinnächten und anderen Brauchtumsveranstaltungen das kulturelle Zentrum der Gemeinde bildete.
Die mittelalterliche Wehrkirche St. Georg ist von der am besten erhaltenen Kirchenburg Oberfrankens umgeben.

## Söhne und Töchter
- Ernst Metz (1916–1980), Generalmajor des Heeres der Bundeswehr